# Svartfisk
Svartfisk (Centrolophus niger) är en fisk i familjen svartfiskar som finns i de tempererade och subtropiska delarna av de flesta av världens hav.

## Utseende
Svartfisken har ett avrundat huvud och en avlång kropp som är sammantryckt från sidorna. Ryggfenan är lång och låg. Färgen är blå till brunsvart med ljusare sidor och buk. Fenorna är mörkare än kroppen. Ögonen är stora. Huvudet är grått och kroppsfärgen violettsvart, mörkbrun eller lila, med blekare mage. Fenorna är mörkare än kroppsfärgen. Ibland finns det otydliga fläckar eller ett marmorerat mönster. Otoliterna är tunna och ömtåliga och cirka 15 mm långa för en 40 cm fisk.
Ungfiskarna har 2 till 4 tvärränder. Arten blir vanligtvis inte mycket längre än 60 cm, men kan som mest nå en längd av 150 cm.

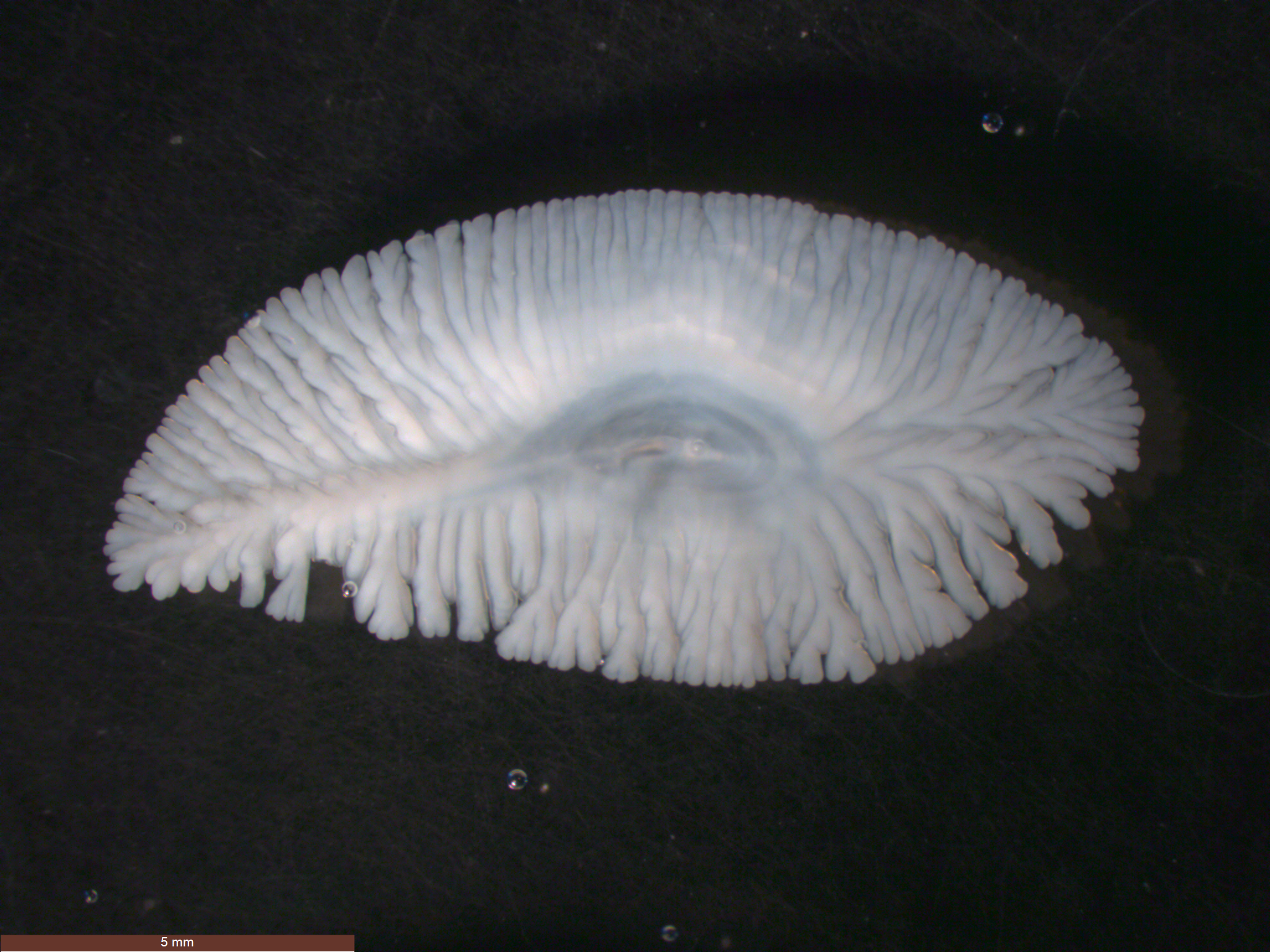
Otolit av svartfisk.

## Vanor
Arten är en pelagisk fisk: De vuxna djuren lever på ett djup mellan 40 och 1 050 m, vanligtvis dock inom 300 och 700 m; ungdjuren lever närmare ytan. Det förekommer att svartfiskar samlas i mindre stim. Dieten är mångsidig: Mindre fiskar, större pelagiska kräftdjur, bläckfiskar och plankton.

## Utbredning och livsmiljö
Svartfisken finns i Atlanten i ett bälte från Nordamerika (Nova Scotia i Kanada till Massachusetts i USA) till östra Atlantkusten från Island och södra Norge till Medelhavet och Nordafrika. Den finns dessutom i ett sydligt bälte i Sydatlanten, södra Stilla havet och Indiska oceanen från mellersta och södra Sydamerika till Sydafrika och vidare till Nya Zeeland och södra Australien. Den har påträffats i västra Skandinavien (Norge, Danmark och västra Sverige).
Svartfisken är en pelagisk fisk och har fångats på ett brett spektrum av djup, från nära havsytan till över 1000 meter.  Det är till stor del frånvarande i tropikerna. Den finns ibland i vattnen runt de brittiska öarna, där den har registrerats utanför County Galway, County Donegal och Isles of Scilly. 1901 fångades ett exemplar i ett laxnät i Firth of Forth och presenterades för Edinburgh Museum.

## Ekologi
Unga fiskar tros leva i ytvatten men vuxna lever på större djup där de kan bilda små stim. Svarfisken är en generalist som jagar alla tillgängliga organismer av lämplig storlek. Bytesobjekt är små fiskar, kräftdjur som hoppkräftor och märlkräftor, bläckfisk, nässeldjur och kammaneter.

## Hot
Några exemplar fångas som bifångst i fiskenät. De blir i så fall matfisk. Hela populationen bedöms som stor. IUCN listar svartfisk som livskraftig (LC).